# Línea 73 (Media Distancia)
La línea 73 es un servicio ferroviario operado por Renfe que atraviesa las provincias de Badajoz y Huelva, enlazando los municipios de Zafra y Huelva. Discurre por vías convencionales no electrificadas de ancho ibérico, pertenecientes a Adif. La «línea 73» es operada por la sección de Media Distancia de Renfe Operadora mediante trenes Serie 598. La duración del viaje de Huelva a Zafra, de 3 horas y 30 minutos. Una renovación de la vía ha permitido la rebaja del tiempo de viaje. Anteriormente era denominada «A7». El servicio transcurre íntegramente por la línea Zafra-Huelva.